# Trận Tskhinvali
Trận Tskhinvali là trận đánh cho thành phố Tskhinvali, thủ đô của Nam Ossetia, diễn ra trong ba ngày vào tháng 8 năm 2008 và là cuộc chạm trán chính trong Chiến tranh Nam Ossetia 2008. Nhiều phần của Tskhinvali bị phá hủy trong ba ngày giao tranh.

## Mở màn

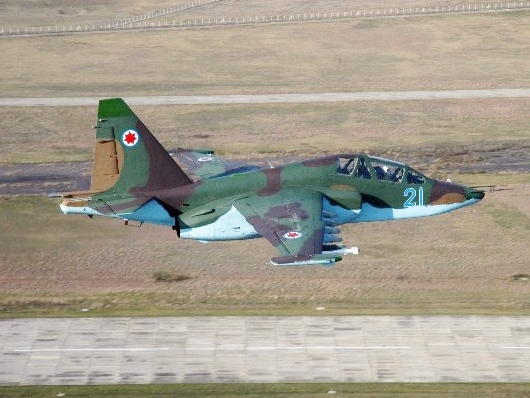
Chiến đấu cơ Sukhoi Su-25 của Gruzia, cùng loại máy bay Gruzia sử dụng trong cuộc chiến

Tổng thống Gruzia Mikheil Saakashvili ngày 7/8 đã tuyên bố một lệnh ngừng bắn đơn phương sau khi gần 20 người thiệt mạng trong một tuần xung đột. Tuy nhiên, vài giờ sau đó, Gruzia đã cáo buộc lực lượng li khai bắn phá các làng mạc do chính quyền Grudia quản lý và mở một chiến dịch quân sự quy mô lớn. "Chúng tôi buộc phải khôi phục trật tự hiến pháp ở toàn bộ vùng này", tư lệnh của lực lượng gìn giữ hòa bình Gruzia tại Nam Ossetia, nói.
Các quan chức hàng đầu của Bộ Ngoại giao Nga đã được triệu tập để thảo luận về cuộc khủng hoảng. Trong khi đó, đặc phái viên của Nga tại Nam Ossetia tuyên bố chiến dịch quân sự này cho thấy Nga không thể tin tưởng Gruzia. Cuộc khủng hoảng này có nguy cơ bùng phát thành một cuộc chiến toàn diện trong khu vực - một tuyến đường trung chuyển năng lượng quan trọng và là nơi Nga và phương Tây đang tranh giành ảnh hưởng. LHQ và Liên Âu đã kêu gọi các bên kiềm chế.

## Điểm nóng xung đột Nam Ossetia

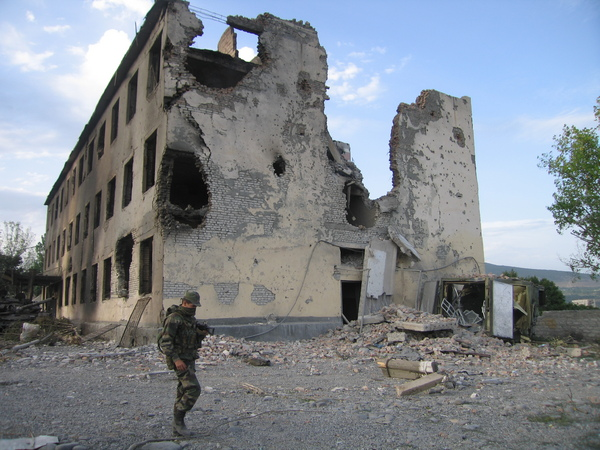
Căn cứ lực lượng gìn giữ hòa bình Nga tại Tskhinvali

Tình hình tại vùng ly khai Nam Ossetia của Gruzia ngày càng nóng lên vào đầu tháng 8 năm 2008, do xung đột giữa hai bên gia tăng dọc biên giới. Nam Ossetia cho rằng các vụ đụng độ này do Gruzia khởi động và tuyên bố sẽ tổng huy động lực lượng nếu Gruzia tiếp tục khiêu khích. Vào thứ Năm, 7 tháng 8, lực lượng của Gruzia và chính phủ Nam Ossetia đột ngột đọ súng ác liệt, chỉ vài giờ sau khi hai bên đồng ý ngừng bắn qua sự trung gian hòa giải của Nga.
Binh sĩ Gruzia mở màn tấn công tại Nam Ossetia và giao tranh diễn ra ở ngoại ô thành phố thủ phủ Tskhinvali. Quân đội Gruzia đã bao vây Tskhinvali. Tuy nhiên, Tbilisi không có ý định chiếm lại vùng ly khai này mà chỉ nhằm mục tiêu chấm dứt "chế độ tội phạm" tại đây.
Vụ tấn công của quân đội Gruzia đã làm rất nhiều người chết và bị thương. Nga kêu gọi cộng đồng quốc tế can thiệp để ngăn đổ máu. Theo đề nghị của Moskva, Hội đồng Bảo an Liên Hợp Quốc sẽ họp phiên khẩn cấp bàn về bạo lực ở Nam Ossetia. Trước đó, các hãng thông tấn Nga đưa tin Gruzia nã đạn pháo xuống thủ phủ của Nam Ossetia đêm 7/8. Gruzia dùng đạn pháo và vũ khí hạng nặng tấn công Tskhinvali và khiến một số ngôi nhà bốc cháy.

## Gruzia tấn công: giao tranh ác liệt ở Nam Ossetia

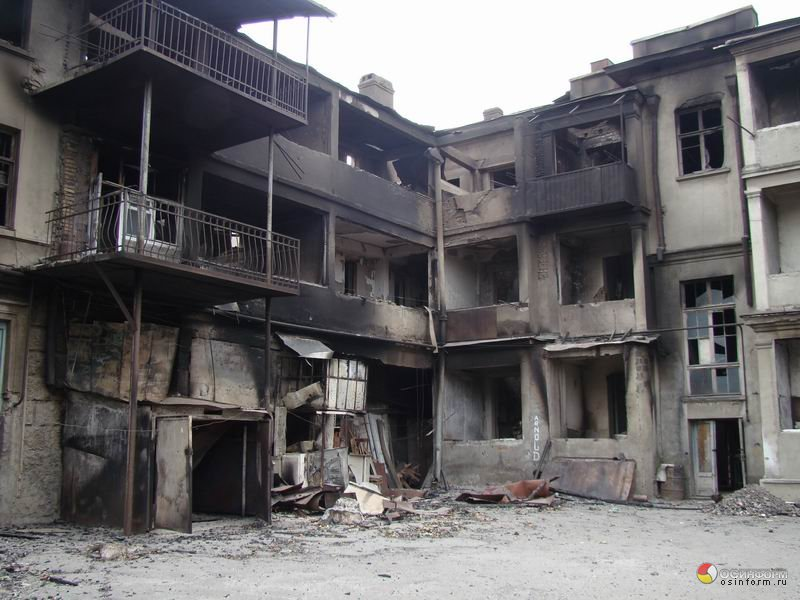
Một căn nhà tại Tskhinvali

Vào Thứ Sáu, 8 tháng 8, quân đội Gruzia đã tiến vào Nam Ossetia và bao vây thủ phủ Tskhinvali sau khi một thỏa thuận ngừng bắn ngắn ngủi sụp đổ. Quân Gruzia đã mở một cuộc tấn công do xe tăng dẫn đầu và ít nhất 15 người đã bị giết trong chiến dịch tấn công. Bầu trời đêm ở Nam Ossetia đầy những chớp sáng và tiếng nổ khi hai bên giao tranh bằng vũ khí hạng nặng. Lực lượng li khai, đã kiểm soát vùng này kể từ đầu những năm 1990, đã thề sẽ đẩy lùi cuộc tấn công mà không kêu gọi sự trợ giúp của Nga.
Tại New York, các thành viên của Hội đồng Bảo an LHQ đã nhất trí với một yêu cầu của Nga và sẽ tổ chức một phiên họp khẩn cấp để thảo luận về cuộc khủng hoảng này. Dấu hiệu xung đột lan rộng đã rõ ràng khi hàng trăm tình nguyện viên từ Nga và Abkhazia - một vùng li khai nữa của Gruzia - đã lên đường tới Nam Ossetia để ủng hộ lực lượng li khai.

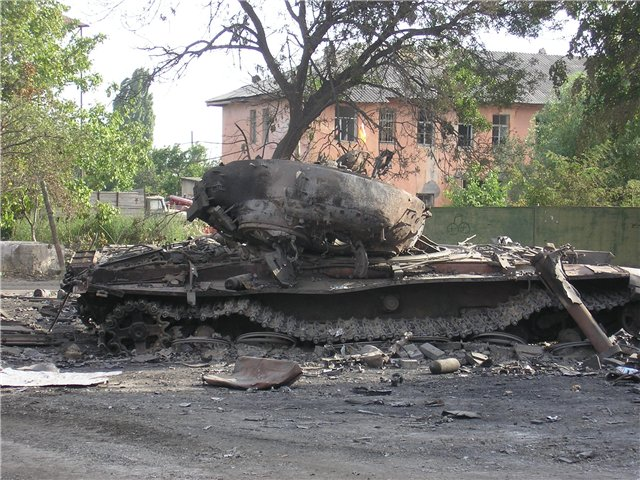
Chiến xa Gruzia bị tiêu diệt tại Tskhinvali

Tskhinvali đã bị quân đội Grudia bao vây và giành quyền kiểm soát 5 ngôi làng trung thành với lực lượng li khai ở Nam Ossetia. Tuy nhiên, mục đích của Gruzia không phải là kiểm soát vùng lãnh thổ này mà là tiêu diệt "một chế độ tội phạm". Tbilisi cũng cáo buộc máy bay Nga đã ném bom khu vực dọc biên với giữa vùng đất ly khai này với Gruzia trong khi họ động binh. Tuy nhiên, phát ngôn viên Bộ Ngoại giao Nga đã bác bỏ thông tin này.
Ngay lập tức, Thủ tướng Nga Vladimir Putin lên án chiến dịch quân sự của Gruzia tại Nam Ossetia là "hành động gây hấn" và tuyên bố Moskva sẽ có hành động đáp trả. "Thật đáng tiếc là đúng vào ngày khai mạc Thế vận hội, Gruzia lại có những hành động hung hăng tại Nam Ossetia", ông Putin phát biểu từ Bắc Kinh khi có mặt tại đây dự lễ khai mạc Thế vận hội vào tối 8/8.
"Họ đã tuyên chiến bằng việc dùng xe tăng và đạn pháo. Thật đáng buồn nhưng hành động đó sẽ kích động những biện pháp trả đũa", thủ tướng Nga nói thêm. Ông Putin đã thảo luận với các nhà lãnh đạo Mỹ về tình hình ở Nam Ossetia và khẳng định: "Mọi người đều đồng ý rằng không ai muốn thấy có chiến tranh".

## Nga phản công
Vào đêm 8/8, quân đội Nga bắt đầu giao chiến với Gruzia tại Nam Ossetia, dẫn đến lo ngại một cuộc chiến tranh tổng lực giữa hai bên sắp nổ ra. Moskva điều các đơn vị xe thiết giáp vượt biên giới tiến vào Nam Ossetia. 12 binh sĩ gìn giữ hòa bình của Nga tại Nam Ossetia thiệt mạng, còn chính quyền ly khai ước tính khoảng 1.400 thường dân bị chết.
Tổng thống Gruzia Mikhail Saakashvili cho rằng Nga đang lâm chiến với nước ông. "Binh sĩ của chúng tôi bị hàng nghìn quân đến từ nước Nga tấn công", ông tuyên bố. Nhà lãnh đạo này còn khẳng định, quân Gruzia đã bắt rơi một số máy bay Nga và cáo buộc Moskva dội bom các căn cứ không quân và một số thị trấn của Gruzia, làm 30 dân thường và binh sĩ thiệt mạng.
Tới sáng Thứ Bảy 9/8, lực lượng xe tăng Nga đã áp sát khu ngoại ô phía bắc Tskhinvali. Tuy nhiên, vẫn chưa rõ lực lượng nào đang kiểm soát bên trong thành phố. Một chỉ huy Nga cho biết: "Các binh sĩ gìn giữ hòa bình của chúng ta đang giao chiến dữ dội với lực lượng chính quy của quân đội Gruzia tại khu vực phía nam Tskhinvali".
Tổng thống Nga tuyên bố ông phải đưa ra hành động để bảo vệ cho thường dân Nam Ossetia, nơi mà đại đa số người dân đã được cấp quốc tịch Nga. Ông cũng bày tỏ sự phẫn nộ khi nhận tin có thương vong của binh sĩ Nga đang làm nhiệm vụ gìn giữ hòa bình tại khu vực ly khai này. "Những kẻ chịu trách nhiệm giết hại các binh sĩ tại đó phải bị trừng phạt đính đáng", người đứng đầu nước Nga nhấn mạnh thêm.
Trong khi đó, cuộc giao tranh ác liệt đang tiếp tục diễn ra xung quanh Tskhinvali với vô số những tiếng nổ, đạn tên lửa và máy bay chiến đấu quần đảo trên đầu. Người dân ở thành phố này phải xuống hầm trú ẩn trong tình trạng không có điện và phương tiện liên lạc.
Một thường dân có tên Lyudmila Ostayeva sống tại điểm nóng Tskhinvali mô tả: "Tôi nhìn thấy xác người nằm la liệt trên phố, xung quanh những ngôi nhà đổ nát và cả trong những chiếc xe ôtô. Hiện giờ không thể đếm được có bao nhiêu người đã thiệt mạng. Rất hiếm ngôi nhà nào còn nguyên vẹn ở Tskhinvali".
Tư lệnh bộ binh Nga, Tướng Vladimir Boldyrev nói với báo giới rằng quân đội Nga đã chiếm lại thành phố này từ tay quân đội Gruzia. "Các nhóm chiến thuật đã giải phóng hoàn toàn Tskhinvali khỏi quân Gruzia và đã bắt đầu đẩy quân Gruzia ra ngoài vùng thuộc trách nhiệm của lính gìn giữ hòa bình", ông nói sau khi lính đặc nhiệm Nga nhảy dù vào thành phố này.

## Gruzia rút quân

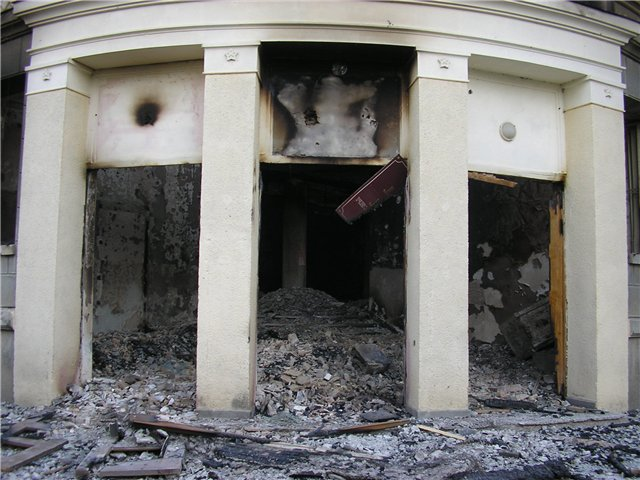
Nghị viện Nam Ossetia, sau xung đột

Ngày 9/8, Tổng thống Nga tuyên bố việc Gruzia rút quân khỏi vùng chiến sự là cách duy nhất để dàn xếp "cuộc khủng hoảng bi kịch".
Vào Chủ Nhật, 10 tháng 8, Gruzia tuyên bố đã rút quân khỏi Nam Ossetia sau 3 ngày giao chiến và quân đội Nga đã kiểm soát gần như toàn bộ Tskhinvali. Thư ký Hội đồng An ninh Quốc gia Gruzia Alexander Lomaia nói quân đội Gruzia đã rút khỏi Nam Osseita và đóng quân các địa điểm mới hoàn toàn ở bên ngoài khu vực ly khai.
Tại thủ đô Moskva, ông Anatoly Nagovitsyn, một quan chức trong Bộ Tham mưu Nga cũng đã xác nhận Gruzia đang tiến hành rút quân khỏi Nam Ossetia. Ông Nagovitsyn nói trong một cuộc họp báo chính thức rằng quân đội Nga giờ đã kiểm soát gần như toàn bộ thủ phủ Tskhinvali.
Nga đã yêu cầu Gruzia rút toàn bộ quân khỏi Nam Ossetia như một điều kiện để đàm phán lệnh ngừng bắn. Nga cũng hối thúc Gruzia phải ký một cam kết không sử dụng vũ lực chống lại Nam Ossetia như một điều kiện khác để chấm dứt chiến sự. Số các nạn nhân thiệt mạng "đã lên tới hàng nghìn người" do các hành động của Gruzia tại Nam Ossetia, ông Medvedev nói trong cuộc điện đàm với người đồng nhiệm Mỹ George W Bush.
"Trong hoàn cảnh hiện nay, Nga chỉ có một nhiệm vụ là chấm dứt ngay tình trạng bạo lực tại Nam Ossetia, bảo vệ dân thường và phục hồi nền hoà bình càng sớm càng tốt", hãng thông tấn Nga Itar-Tass dẫn lời ông Medvedev. "Việc Gruzia rút các đơn vị có vũ trang khỏi khu vực xung đột, cùng với các hiệp ước đã ký kết trước đó và ký kết một thoả thuận ràng buộc hợp pháp về việc không sử dụng vũ lực là cách duy nhất để vượt qua cuộc khủng hoảng bi kịch do Gruzia khởi xướng".
Cùng ngày 10/8, một phái đoàn gồm đại diện của Mỹ, Liên Âu và Tổ chức An ninh và Hợp tác châu Âu đã bay tới Gruzia để làm trung gian cho một lệnh ngừng bắn. Chuyến đi này diễn ra sau khi phiên họp khẩn cấp lần thứ ba của Hội đồng Bảo an Liên Hợp Quốc kết thúc mà không đạt được thỏa thuận về một thoả thuận ngừng bắn ở Nam Ossetia.

## Các diễn biến khác về tình hình Nam Ossetia
- Hội đồng Bảo an Liên Hợp Quốc không thể thông qua một tuyên bố về cuộc khủng hoảng Nam Ossetia, dù đã tổ chức phiên họp thứ hai.
- Ngoại trưởng Mỹ Condoleezza Rice kêu gọi Nga rút quân khỏi Gruzia và tôn trọng sự toàn vẹn lãnh thổ của nước này.
- Tổng thống Gruzia nói nước ông đã rút một nửa trong số lực lượng 2.000 quân đóng tại Iraq về nước để đối phó với tình hình Nam Ossetia.
- Nga tuyên bố cắt mọi quan hệ về hàng không với Gruzia từ đêm 8/8.
- Tổ chức An ninh châu Âu cảnh báo giao tranh ở Nam Ossetia có thể biến thành cuộc chiến tranh tổng lực.
- Mỹ và Liên Âu cử một phái đoàn chung tới khu vực để tìm cách ngưng bắn. Tổ chức Hiệp ước Bắc Đại Tây Dương cũng bày tỏ đặc biệt lo ngại về diễn biến ở Nam Ossetia.
- Tổ chức Chữ thập đỏ Quốc tế nhận được báo cáo các bệnh viện ở Tskhinvali đang quá tải nạn nhân vì xung đột.

## Thương vong

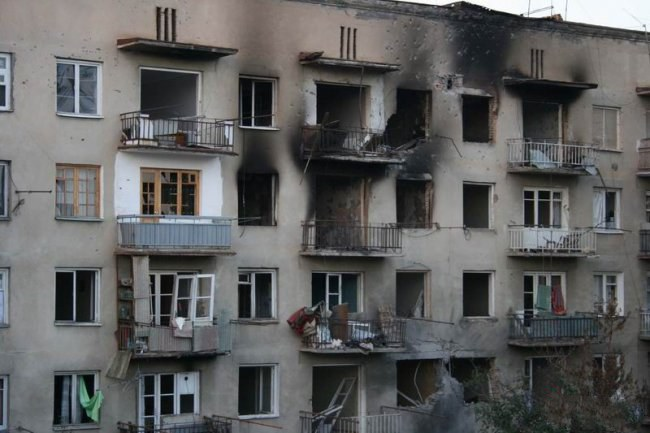
Một tòa chung cư bị thiệt hại tại Tskhinvali

Sau hai ngày chiến sự bùng nổ có khoảng 1.500 người ở Nam Ossetia thiệt mạng, gồm 15 binh sĩ gìn giữ hòa bình Nga. Ông cảnh báo số thương vong tại vùng đất ly khai này sẽ còn tiếp tục tăng. Hơn 30.000 thường dân Nam Ossetia cũng đã bỏ chạy sang lánh nạn tại Nga kể từ khi Gruzia phát động tấn công hai ngày trước đó.